# Ute Geiling
Ute Geiling (* 24. November 1952 in Hildburghausen) ist eine deutsche Erziehungswissenschaftlerin und Hochschullehrerin.

## Leben
Sie studierte an der PH Potsdam und der PH Köthen (Diplomlehrerin für Biologie und Chemie). Von 1978 bis 1994 war sie wissenschaftliche Mitarbeiterin für Pädagogische Psychologie an der PH Köthen bzw. der PH Halle-Köthen. Von 1994 bis 2000 war sie wissenschaftliche Oberassistentin für Pädagogische Psychologie im Institut für Grundschulpädagogik der Martin-Luther-Universität Halle-Wittenberg. Nach der Promotion 1980 an der PH Köthen zur Dr. paed. für das Fachgebiet: Pädagogische Psychologie und der Habilitation 1994 an der Universität Hamburg (Erziehungswissenschaft: Pädagogische Psychologie) ist sie seit 2001 Universitätsprofessorin (C3) für Lernbehindertenpädagogik im Institut für Rehabilitationspädagogik an der MLU Halle-Wittenberg.
Ihre Arbeitsschwerpunkte sind Lernen und Lehren unter erschwerten Bedingungen, Schulerfolg und soziale Benachteiligung, Lebensvorstellungen von Schulabgängern der Sonderschule für Lernbehinderte.

## Schriften (Auswahl)
- Untersuchungen zur Wirkung der Anschaulichkeit von Lehrtexten. 1980, OCLC 720904155.
- Verstehen konzentrierter Texte. Egelsbach 1995, ISBN 3-8267-1061-4.
- mit Annedore Prengel und Ursula Carle: Schule für Kinder. Flexible  Eingangsphase und feste Öffnungszeiten in der Grundschule. 2001, ISBN 3-7815-1151-0.